# Январь 2022 года

Список событий января 2022 года.

## События
- 1 января
  - Крупнейшая торговая сделка в истории объединила 14 стран вокруг Китая[1].
  - В Саудовской Аравии стартовало ралли «Дакар-2022»[2][3].
  - Перешли в общественное достояние множество произведений 1926 года, включая детские повести Алана Милна о Винни-Пухе, «Бэмби» Феликса Зальтена, «Убийство Роджера Экройда» Агаты Кристи и первый роман Владимира Набокова «Машенька».

- 2 января
  - На западе Казахстана начались протесты против повышения цен на сжиженный газ[4].

- 3 января
  - Шотландец Питер Райт выиграл чемпионат мира по дартсу PDC[5].
  - На Военно-Грузинской дороге из-за плохой погоды застряли 340 грузовых автомобилей, огромная пробка растянулась на десятки километров; движение на трассе официально приостановлено до улучшения погодных условий[6].
  - Лидеры пяти ядерных держав подписали заявление о предотвращении ядерной войны[7].
  - Компания Apple стала первой в мире компанией, капитализация которой превысила сумму в 3 триллиона долларов США[8].

- 4 января
  - Норвежец Йоханнес Хёсфлот Клебо и россиянка Наталья Непряева стали победителями многодневной лыжной гонки Тур де Ски[9].
  - В результате оползня в китайской провинции Гуйчжоу погибло 14 человек, ещё 3 человека пострадали; оползень сошёл во время проведения строительных работ[10].
  - Пилотная версия приложения «цифрового юаня» запущена в магазинах приложений Android и iOS[11].

- 5 января
  - Протесты в Казахстане:
    - Организация Договора о коллективной безопасности приняла решение направить миротворческие силы в Казахстан по просьбе президента страны Касым-Жомарта Токаева «с целью стабилизации и нормализации обстановки»[12].
    - Президент страны Касым-Жомарт Токаев отстранил от должности пожизненного председателя Совета безопасности Нурсултана Назарбаева и сам занял этот пост. Назарбаев также выведен из состава Конституционного совета[13].
    - В крупных городах произошли между протестующими и полицией. На всей территории страны введено чрезвычайное положение[14].
    - Протестующие захватили международный аэропорт Алма-Аты, рейсы в него отменены, из аэропорта проводится эвакуация сотрудников; также работу приостановил аэропорт Актау[15].
    - В городе Талдыкорган участники антиправительственных протестов снесли памятник первому президенту республики Нурсултану Назарбаеву[16].

  - «Жэньминь жибао», официальное печатное издание Коммунистической партии Китая, опубликовала материалы показывающие, что многие китайские магазины продолжают тайно устанавливать системы по распознаванию лиц для сбора личных данных клиентов в коммерческих целях в нарушение китайских законов о защите информации[17].
  - Первой ракетке мира и известному отрицателю COVID Новаку Джоковичу отказали во въезде в Австралию на турнир Australian Open 2022, так как его виза не предполагает внесения в неё данных о медицинском отводе от вакцинации от COVID-19[18].

- 6 января
  - Во время пожара в жилом доме в Филадельфии погибли 13 человек, из них 7 детей; этот пожар называют самым смертоносным в городе по меньшей мере за столетие[19].
  - Церемонию вручения американской музыкальной премии «Грэмми» решили отложить на неопределённый срок из-за очередного витка пандемии коронавируса; церемония должна была пройти 31 января в Лос-Анджелесе[20].
  - Эпидемиолог Прабхата Джа из Университета Торонто опубликовал работу, содержащую статистический анализ, который показывает, что в Индии «значительно больше» смертей от COVID-19 (~3 миллионов), чем предполагают официальные отчёты[21].
  - Генеральный директор ВОЗ Тедрос Аданом Гебреисус стал единственным кандидатом на переизбрание[22].

- 7 января
  - Протесты в Казахстане: президент Казахстана Касым-Жомарт Токаев заявил о том, что в стране «критический уровень» террористической опасности[23]; ранее появилось сообщение о возобновлении стрельбы в центре Алма-Аты, участники протестов заблокировали здание телеканал «МИР»[24].
  - КНДР отказалась от участия в зимних Олимпийских играх 2022 года в Пекине «из-за действий враждебных сил и пандемии»[25].
  - В КНР 16 человек погибли и еще 10 получили ранения в результате взрыва газа в Чунцине[26].

- 8 января
  - В Туркменистане президент поручил потушить газовый кратер Дарваза в пустыне Каракумы, который горит более 50 лет[27].
  - Правительство Индии позволило фонду матери Терезы получать иностранное финансирование. Несколько недель назад фонду было отказано в продлении разрешения, которое обязаны получать благотворительные и некоммерческие организации для получения средств из-за рубежа по Закону о регулировании иностранной помощи (FCRA)[англ.][28].

- 9 января
  - На Великих озёрах в США идентифицировали обломки пропавшего 343 года назад судна «Грифон»[29].
  - Правительство Индонезии, крупнейшего экспортера энергетического угля, запретило экспорт угля до конца января с возможностью продления срока ограничений из-за проблем с обеспечением собственных электростанций[30].
  - В Бразилии скала рухнула на лодки. Число погибших возросло до 10 человек[31][32].
  - Венчурное финансирование в Китае достигло рекордных 131 миллиарда долларов в 2021 году (по данным Preqin)[33].
  - На антиправительственных акциях в Судане убит один протестующий[34].
  - В Камеруне стартовал 33-й розыгрыш Кубка африканских наций по футболу, в финальной части которого примут участие 24 сборные континента. Титул чемпиона будет защищать сборная Алжира[35].
  - В Лондоне в Александра-палас стартовал турнир Мастерс по снукеру[36][37], в нём примут участие 16 лучших игроков в мире[38].
- 10 января
  - При пожаре в многоэтажном доме в Нью-Йорке погибли 17 человек, 44 пострадали[39].
  - В Китае в результате землетрясения рухнул фрагмент Великой Китайской стены[40]
  - В Афганистане в результате взрыва около учебного заведения в провинции Нангархар погибли 9 человек, ещё 4 человека получили ранения[41].
  - Австралийский федеральный суд в Мельбурне удовлетворил апелляцию Джоковича, который оспорил законность аннулирования визы, принятого ранее погранслужбой Австралии из-за нарушения коронавирусных регламентов[42].
  - В США зарегистрировали 1,48 млн случаев заражения коронавирусом. Это стало рекордным суточным приростом для всех стран мира[43].
  - Учёные медицинского центра Университета Мэриленда успешно пересадили человеку сердце генно-модифицированной свиньи[44].

- 11 января
  - После пребывания в больнице, куда он попал 26 декабря 2021 года, скончался председатель Европарламента Давид Сассоли[45], функции главы ЕП временно перешли к первому вице-председателю Роберте Метсоле, выборы нового председателя запланированы на 18 января[46].
  - «Газпром» понёс убытки в 2 млн долларов из-за простоя газопровода «Ямал-Европа»[47].
  - В Германии впервые с 1946 года число умерших за год превысило 1 млн[48].
  - Росздравнадзор зарегистрировал первую в РФ тест-систему для выявления штамма «омикрон»[49].

- 12 января
  - В Таллине начались выступления на чемпионате Европы по фигурному катанию[50].
  - В Софии происходит митинг против связанных с коронавирусом ограничений и введения «зелёных сертификатов»; на митинг собралось несколько тысяч человек, в том числе из других городов страны, протестующие пытаются прорваться к зданию парламента[51].

- 13 января
  - Российские фигуристы Анастасия Мишина и Александр Галлямов выиграли золото в соревнованиях спортивных пар на чемпионате Европы[52].
  - В Венгрии и Словакии начался чемпионат Европы по гандболу среди мужчин, в турнире принимают участие 24 сборные[53].
  - Из Санкт-Петербурга вышел в направлении порта приписки Мурманск первый серийный универсальный атомный ледокол «Сибирь»[54].
  - Археологи обнаружили, что в эпоху раннего и среднего бронзового века люди в Аравии строили «погребальные аллеи» — длинные коридоры, соединяющие оазисы и пастбища[55].
- 14 января
  - ФСБ ликвидировала группу хакеров под названием REvil, это было сделано после обращения США к России[56].
  - Начальник Радиотехнических войск России генерал-майор Андрей Кобан снят с должности после обвинений в коррупции и помещен в шестиместную камеру в СИЗО «Матросская Тишина» в Москве[57][источник не указан 1293 дня].
  - Американские молекулярные биологи разработали экспериментальную вакцину от ВИЧ[англ.] на базе матричной РНК и успешно испытали ее в опытах на мышах и макаках-резусах[58].
  - Российский фигурист Марк Кондратюк выиграл чемпионат Европы[59][источник не указан 1293 дня].
- 15 января
  - ВОЗ: зарегистрирован антирекорд заболеваемости за все время пандемии. Показатель заболеваемости в мире достиг максимума с начала пандемии — 3,95 млн новых случаев инфицирования коронавирусом за сутки[60].
  - Российские фигуристы Синицина и Кацалапов стали чемпионами Европы в танцах на льду[61].
  - На чемпионате Европы по фигурному катанию в Таллине в соревнованиях среди женщин все 3 первых места у россиянок[62].
  - Произошло извержение вулкана на острове Хунга-Тонга-Хунга-Хаапай в архипелаге Тонга[63].

- 16 января
  - Правительство Великобритании подтвердило, что лицензионный сбор на телевидение не будет индексироваться в соответствии с инфляцией в ближайшие два года, что означает существенное сокращение доходов Би-би-си в реальном выражении. Поднят вопрос об отмене лицензионного сбора[англ.][64].
  - Парламент Франции в окончательном чтении одобрил введение вакцинных пропусков[англ.][65].

- 17 января
  - Форвард «Сан-Хосе Шаркс» Тимо Майер стал пятым хоккеистом в XXI веке, кто забросил пять шайб в одном матче НХЛ[66].
  - Движение судов через Босфор приостановлено из-за поломки сухогруза[67][68]. Подобное уже происходило 21 декабря 2021, но из-за аварии танкера[69].
  - В результате пожара и взрыва трёх танкеров в Абу-Даби на территории объекта нефтяной компании в порту погибли 3 человека, ещё 6 пострадали; в этот же день пожар произошёл на территории аэропорта Абу-Даби, местные власти склонны расценивать данные инциденты как связанные между собой[70].
  - Учёные из Института Жака Моно[фр.] изучили генотип зверей из захоронения Умм эль-Марра[англ.] в северной Сирии и установили, что останки принадлежат к кунга[англ.] — гибридам домашней ослицы и самца-кулана. Возраст находки составляет 4500 лет[71].
  - Австралия признала вакцину «Спутник V» и разрешила въезд в страну привитым этим препаратом российским гражданам[72].
  - Учёные из университета Аделаиды (Австралия) первыми в мире смогли реализовать на практике концепцию сверхпоглощения света с помощью органических молекул[73].
- 18 января
  - В Республике Доминикана автобус с туристами попал в аварию; водитель автобуса погиб, пострадали 15 человек, среди которых 6 – граждане России[74].
  - Журнал Forbes  представил рейтинг самых влиятельных женщин старше 50 лет; в список вошли женщины в возрасте от 50 до 87 лет, занятых в ИТ-сфере, искусстве, творчестве, экономике, медицине и науке[75][76].

- 19 января
  - Премьер-министр Великобритании Борис Джонсон объявил об отмене с 26 января большинства коронавирусных ограничений (паспорта вакцинации, перевод на удалённую работу, ношение масок и т. д.) в стране[77].
  - В России учёные успешно завершили эксперимент по созданию генетически модифицированного животного — в результате трёхлетней работы учёных родился телёнок, у которого заблокированы гены подверженности лейкозу, а также ген роста рогов[78].
  - В Москве выявили 11 557 новых заболевших COVID-19, это рекорд с начала пандемии[79].
- 20 января
  - Военный контингент ОДКБ полностью выведен из Казахстана, куда Коллективные миротворческие силы ОДКБ были введены в начале января в ответ на запрос президента этой страны для охраны социально значимых объектов в период протестов[80].
  - В Молдавии парламент страны объявил о введении режима ЧП сроком на 60 дней из-за энергетического кризиса в стране[81].
  - Банк России представил свою «оптимальную стратегию регулирования» криптовалют: регулятор планирует запретить майнинг, выпуск, обращение и обмен криптовалют, в том числе биткойна, любыми российскими игроками и криптобиржами[82].
  - Начальник больницы СИЗО «Матросская тишина» Александр Кравченко арестован на 2 месяца по делу о коррупции.[83].
  - Суд Москвы приговорил фигурантов дела о поставках аргентинского кокаина к 13-18 годам колонии[84].
  - ВОЗ рекомендовала снять или ослабить ограничения на путешествия между странами, так как эти ограничения, лишь «способствуют экономическому и социальному стрессу, с которым сталкиваются государства», но не приносят результата[85].
- 21 января
  - Демонтирована конная статуя 26-го президента США Теодора Рузвельта, которая была установлена у входа в Американский музей естественной истории в Нью-Йорке[86].
  - В результате взрыва грузовика, перевозившего взрывчатку, в Гане погибли 17 человек, ещё 56 получили ранения[87].
  - В результате авиаудара по тюрьме в Сааде на севере Йемена погибло не менее 140 заключённых, около 200 ранены[88].
  - Парламент Папуа — Новой Гвинеи отменил смертную казнь в стране[89].
- 22 января
  - В Японии из-за землетрясения, произошедшего на юго-западе страны, пострадали 10 человек[90].

- 23 января
  - Президент Армении Армен Саркисян ушёл в отставку, назвав причиной отсутствие инструментов для влияния на внешнюю и внутреннюю политику, по конституции страны временно исполнять президентские обязанности должен председатель национального собрания Армении Ален Симонян[91].

- 24 января
  - В университете Гейдельберга один человек погиб и три человека пострадали при стрельбе в аудитории университета; по предварительным данным, стрельба была устроена студентом университета, который после этого покончил с собой[92].
  - В Буркина-Фасо в ходе военного переворота был задержан президент[93].
- 25 января
  - Из-за массового сбоя подачи электроэнергии и остановки поездов из тоннелей метро Ташкента спасателям пришлось эвакуировать 415 человек, застрявших там в остановившихся поездах[94]. Сбой затронул три страны Центральной Азии — Казахстан, Кыргызстан и Узбекистан[95].
  - Восемь человек погибли и 38 получили травмы в ходе давки, возникшей перед матчем Кубка африканских наций по футболу в Камеруне[96].
  - За прошедшие сутки во Франции выявлено 501 635 новых случаев заболевания коронавирусом[97].
  - На Евро-2022 (ЧЕ) по мини-футболу (футзалу) сборная России обыграла сборную Хорватии и единолично возглавила группу[98][99].
  - Росфинмониторинг внёс Алексея Навального, Любовь Соболь, Георгия Албурова и Вячеслава Гимади в перечень террористов и экстремистов, сообщается на сайте службы[100].
  - Правительство Австралии выкупило авторские права на флаг аборигенов Австралии за 20,05 млн австралийских долларов, теперь желающие могут использовать его бесплатно[101].

- 26 января
  - Суд в Варшаве отказался удовлетворить запрос белорусских властей на экстрадицию основателя и постоянного автора проекта NEXTA Степана Путило[102].
  - Российская биатлонистка завоевала золото на чемпионате Европы по биатлону в немецком Арбере[103].
- 27 января
  - В украинском городе Днепр военнослужащий Рябчук Артемий Юрьевич убил четверых сослуживцев и одну гражданскую, ещё пять человек получили ранения; стрелок добровольно сдался силовикам[104]. Командующий Нацгвардией Украины Николай Балан после этого инцидента подал в отставку[105].
  - Король Саудовской Аравии Салман подписал указ о Дне основания государства, который будет ежегодно отмечаться 22 февраля.[106]
- 28 января
  - Пресс-служба министерства иностранных дел Руанды сообщила об открытии пограничного перехода между Руандой и Угандой, закрытого почти три года назад[107].
  - В Свердловской области один человек погиб и шестеро пострадали в результате спонтанной детонации снаряда времён Второй мировой войны, который был доставлен для разминирования и утилизации[108].
  - Кыргызстан и Таджикистан договорились о прекращении огня и отводе дополнительных сил, стянутых к месту пограничного конфликта[109].
  - Естественная убыль населения РФ впервые в новой истории превысила 1 млн[110]. Последний раз показатель приближался к этому уровню в 2000 году.
  - В Млечном Пути обнаружен объект, который излучает радиоимпульсы продолжительностью 60 секунд через каждые 18 минут, становясь самым мощным радиоисточником на земном небе. Предположительно это — уникальный магнетар со сверхдлинным периодом вращения[111].
- 29 января
  - Президент Италии Серджо Маттарелла переизбран национальным парламентом на второй срок[112].

- 30 января
  - По данным Миссии ООН по содействию Афганистану, с 15 августа 2021 года движение «Талибан» убило в Афганистане более 100 чиновников, служивших предыдущему правительству[113][114].
  - Завершился чемпионат Европы по биатлону, проходивший на немецком горнолыжном комплексе на горе Гросер-Арбер. Больше всего медалей завоевали спортсмены из Норвегии[115].
  - Завершился Открытый чемпионат Австралии по теннису, победителями стали австралийка Эшли Барти и испанец Рафаэль Надаль в женском и мужском одиночных разрядах соответственно[116].

- 31 января
  - Председатель СК России Александр Бастрыкин попросил согласия Высшей квалификационной коллегии судей РФ на возбуждение уголовных дел против 3 бывших и 3 действующих судей[117].
  - «Конвой свободы»: в Канаде тысячи протестующих вышли на улицы Оттавы с требованием об отмене обязательной вакцинации для дальнобойщиков, пересекающих границу с США[118].
  - Генеральный прокурор штата Калифорния направил официальное уведомление о правонарушении организаторам BLM Global Network Foundation[англ.], так как фонд не отчитался о финансовых операциях за год и имеются основания подозревать организаторов в присвоении 60 млн долларов[119].